# Diestota molokaiensis
Diestota molokaiensis är en skalbaggsart som beskrevs av Sharp 1908. Diestota molokaiensis ingår i släktet Diestota och familjen kortvingar. Inga underarter finns listade i Catalogue of Life.